# جان ساویدنت
جان ساویدنت (انگلیسی: John Savident؛ ۲۱ ژانویهٔ ۱۹۳۸ – ۲۱ فوریهٔ ۲۰۲۴) افسر سابق پلیس و بازیگر اهل بریتانیا بود. ساویدنت در ساعات اولیه اول دسامبر ۲۰۰۰، در آپارتمانش در منچستر از ناحیه گردن مورد اصابت چاقو قرار گرفت. او همان شب با مهاجم در یک بار همجنسگرایان آشنا شده بود. مهاجم به خاطر این حمله به ۷ سال زندان محکوم شد.
از فیلم‌ها یا برنامه‌های تلویزیونی که وی در آن نقش داشته‌است می‌توان به پرتقال کوکی، هادسن هاوک، بازمانده روز، میدل‌مارچ، الیور توئیست، گاندی، دوریت کوچک، گالیلئو، هیتلر: ده روز آخر، نبرد بریتانیا، واترلو، خیابان کورونیشن، بله آقای وزیر، بلک ادر، اوتلی، اتوبوس سفید، اهداکنندگان مغز، بانوی شرور و اتلو اشاره کرد.